# Encryphia argillina
Encryphia argillina là một loài bướm đêm trong họ Geometridae.